# N. Gregory Mankiw
Nicolas Gregory Mankiw (sinh năm 1958) là một nhà kinh tế học người Mỹ. Ông được bình chọn là một trong 20 nhà kinh tế học xuất sắc nhất thế giới hiện nay.. Chuyên ngành chính của ông là kinh tế học vĩ mô. Ông là một trong những đại biểu của trường phái Kinh tế học Keynes mới.
Mankiw sinh ngày 3 tháng 2 năm 1958 tại Trenton, New Jersey, Hoa Kỳ. Ông tốt nghiệp đại học chuyên ngành kinh tế học vào năm 1980 tại Đại học Princeton. Ông lấy bằng tiến sĩ kinh tế học vào năm 1984 tại Học viện kĩ thuật Massachusetts. Ngay khi còn đang học chương trình tiến sĩ, ông đã được Martin Feldstein nhận vào làm trợ lý nghiên cứu tại Hội đồng tư vấn kinh tế từ năm 1982 đến 1983.
Sau khi học xong, ông từng làm giảng viên tại các trường MIT và Harvard. Ông được tổng thống Hoa Kỳ George W. Bush mời làm chủ tịch Hội đồng tư vấn kinh tế của mình từ năm 2003.
Năm 1992, Mankiw bắt đầu cho xuất bản giáo trình kinh tế học vĩ mô của mình và giáo trình này nhanh chóng trở thành tài liệu giảng dạy của nhiều khoa kinh tế học trên thế giới. Hiện nay ông đã cho ra bản thứ tám của giáo trình này. Ông còn công bố nhiều công trình nghiên cứu khoa học nổi tiếng, trong đó lý luận về chi phí thực đơn là cống hiến lớn đầu tiên của ông về lý luận cho kinh tế học vĩ mô.

## Các bài báo và sách đã viết
- N. Gregory Mankiw (1985). "Small Menu Costs and Large Business Cycles: A Macroeconomic Model of Monopoly". Quarterly Journal of Economics. Quyển 100 số 2. The MIT Press. tr. 529–537. doi:10.2307/1885395.
- N. Gregory Mankiw, David Romer, and David Weil (1992). "A Contribution to the Empirics of Economic Growth". Quarterly Journal of Economics. Quyển 107 số 2. The MIT Press. tr. 407–437. doi:10.2307/2118477.{{Chú thích tạp chí}}:  Quản lý CS1: nhiều tên: danh sách tác giả (liên kết)
- N. Gregory Mankiw (2006). Principles of Economics, 4th Edition. South-Western College Pub. ISBN 0324224729.
- N. Gregory Mankiw (2010). Macroeconomics (7th Edition). Worth Publishers. ISBN 978-1-4292-1887-0.